# Salpis occulta
Salpis occulta là một loài bướm đêm trong họ Geometridae.